# Not a Pretty Girl
Not a Pretty Girl es el sexto álbum de estudio publicado por la cantante y compositora estadounidense Ani DiFranco para su propia compañía discográfica, Righteous Babe Records y publicado el 18 de julio de 1995. El álbum amplió la temprana fórmula de cantante folk de guitarras acústicas y batería. En grabaciones subsecuentes, DiFranco añadiría guitarra eléctrica, cornos, además de miembros a su banda y músicos invitados, pero en Not a Pretty Girl solo aparece acompañada por Andy Stochansky en la percusión.
De acuerdo con la revista Allmusic, la canción "Light of Some Kind" es un "retrato profundamente sentido...En el qué la cantante parece estar confesandole a un hombre que le ha sido infiel con una mujer". La versión publicada en el álbum Living in Clip de la canción "Shy" le otorgó a DiFranco una nominación a Mejor actuación vocal rock femenina en los Grammy Awards de 1997
La versión del álbum de "Shy" es notable por ser citada por Mate Skiba de Alkaline Trio durante las ejecuciones en vivo de su canción "Ninety-Seven".

## Lista de canciones
Todas las canciones compuestas por Ani DiFranco.
1. "Worthy" – 4:31
2. "Tiptoe" – :36
3. "Cradle and All" – 4:18
4. "Shy" – 4:43
5. "Sorry I Am" – 4:45
6. "Light of Some Kind" – 4:07
7. "Not a Pretty Girl" – 3:55
8. "The Million You Never Made" – 4:18
9. "Hour Follows Hour" – 6:01
10. "32 Flavors" – 6:07
11. "Asking Too Much" – 2:55
12. "This Bouquet" – 2:28
13. "Crime for Crime" – 5:42
14. "Coming Up" – 4:45

1. "32 Flavors" [bonus track en vivo] – 4:47

- Aparece en algunas versiones.

## Personal
- Ani DiFranco – Guitarra, Bajo, voz
- Andy Stochansky – Batería, percusión

## Producción
- Productor – Ani DiFranco
- Ingeniero – Ed Stone

### Diseño
La portada del CD de Not a Pretty Girl está diseñada para ser visto "de manera incorrecta" con la orilla de la portada a la derecha en lugar de la izquierda.